# Didymoplexis cornuta
Didymoplexis cornuta är en orkidéart som beskrevs av Johannes Jacobus Smith. Didymoplexis cornuta ingår i släktet Didymoplexis och familjen orkidéer.
Artens utbredningsområde är Java. Inga underarter finns listade i Catalogue of Life.